# Roque Soares de Medela
Roque Soares de Medela foi um reinol do (natural do Reino de Portugal) século XVIII oriundo de Vila do Conde. Era casado com Ana de Barros e com ela gerou o futuro capitão Inácio Soares de Barros, João Soares de Medela, Rafael Antônio de Barros, Paula e Maria de Medela. Serviu como alferes, ajudante e capitão de ordenança de uma companhia que atendia os nobres de Vila do Ribeirão de Nossa Senhora do Carmo (atual Mariana) e seu distrito. Por seu bom trabalho, o capitão-mor de São Paulo e Minas de Ouro Pedro Miguel de Almeida Portugal e Vasconcelos o nomeou sargento-mor da comarca de São Paulo. Segundo Pedro Taques, ao enviuvar, tornar-se-ia leigo jesuíta no Colégio de São Paulo. Seu testamento, registrado em Cotia, é datado de 1741.